# Bürgersteuer
Die Bürgersteuer war eine durch Notverordnung vom 26. Juli 1930 eingeführte Steuer zur Erschließung von Einnahmen für die Gemeinden. Sie hatte zum einen den Zweck, durch eine breite Streuung der Steuerlasten der außergewöhnlichen Belastung entgegenzuwirken, die sich durch steigende Realsteuerhebesätze infolge der verschlechterten Wirtschaftslage für Grundbesitz und Gewerbe ergeben hatte. Zum anderen sollten mit der Bürgersteuer die steigenden Ausgaben der Gemeinden insbesondere wegen der sprunghaft zugenommenen Soziallasten aufgefangen und die Mehrkosten auf alle Einkommensbezieher der Gemeinde in möglichst gleicher Höhe umgelegt werden.
Die Bürgersteuer wurde während der Weimarer Republik durch die erste Brüning'sche Notverordnung eingeführt. Ihre Höhe wurde von den Ländern bestimmt, die Steuer von den Gemeinden erhoben. Steuerpflichtig waren alle Personen, die in einer inländischen Gemeinde ihren Wohnsitz oder gewöhnlichen Aufenthalt hatten. Der Landessatz musste abhängig vom Einkommen des Steuerpflichtigen im Sinne des Einkommensteuergesetzes mindestens 6 bis mindestens 1000 Reichsmark betragen.
Mit Gesetz vom 20. November 1937 wurde der Wortlaut des Bürgersteuergesetzes neu bekanntgemacht. Besteuerungsgrundlagen waren das Einkommen oder das Vermögen. Die Gemeinden setzten den Hebesatz fast.
Bei Einkünften aus nichtselbständiger Arbeit wurde die Steuer vom Arbeitgeber einbehalten und auf der Lohnsteuerkarte verzeichnet (§ 13 BStG). Zum Lohn wurden Unterkunft, Verpflegung, Zuschüsse, Vergünstigungen, selbst der Nachmittagskaffee auf den Reichspfennig genau eingerechnet. 
Um eine vollständige Kontrolle in der Zeit des Nationalsozialismus zu bewirken, wurden die verschiedenen Datenspeicher vernetzt. Die Gemeindebediensteten durften zu Prüfungszwecken die Akten der staatlichen Finanzämter und sogar der Ortskrankenkassen einsehen: „Aus Gründen der möglichst restlosen Erfassung der Arbeitnehmerbürgersteuer ist den Gemeinden dringend zu empfehlen, von dieser Ermächtigung zur Mitwirkung bei den Außenprüfungen Gebrauch zu machen.“:S. 78 Im Gegenzug gewährten die Meldebehörden den Finanzämtern Einblick in ihre Personenstands- und Melderegister. „Die Grundlage für die Außenprüfungen hätte eine Arbeitgeberkartei zu bilden, die aufgrund der Einträge in die Personenstandslisten jeweils auszustellen wäre.“
Kinderermäßigung stand den Steuerpflichtigen zu, wenn am Stichtag mindestens zwei minderjährige Kinder zu seinem Haushalt gehörten (§ 9 BStG). Für Kinder, die Juden sind, wurde seit dem Ersten Gesetz zur Änderung des Bürgersteuergesetzes vom 31. Oktober 1938 keine Kinderermäßigung mehr gewährt.
Von der umfassenden Bespitzelung ausgenommen waren die ledigen, kasernierten als Berufssoldaten dienenden Angehörigen der Wehrmacht, der Schutzpolizei, des Reichsarbeitsdienstes und der Waffen-SS. Sie wurden nicht einzeln überprüft, sondern gesammelt angemeldet.:S. 72
Mit der Zweiten Lohnabzugsverordnung vom 24. April 1942 wurde das Bürgersteuergesetz aufgehoben. Zum Ausgleich des Einnahmeausfalls der Gemeinden sollte das Reich ab dem Rechnungsjahr 1942 jährlich 800 Mio. Reichsmark zur Verfügung stellen und über die Verteilung die beteiligten Reichsminister bestimmen (§ 2 Zweite LAV). Der Ausgleichsbetrag sollte durch Erhöhung der Einkommensteuer beschafft werden (§ 3 Zweite LAV).
1970 wurde mit dem Inkrafttreten der Gemeindefinanzreform die gemeindliche Beteiligung an der Einkommensteuer eingeführt (Art. 106 Abs. 5 GG), wenn auch ohne das von der Troeger-Kommission vorgeschlagene Recht, die Höhe dieser Steuerbeteiligung innerhalb bestimmter Grenzen selbstverantwortlich zu ändern.